# Elaphria costipuncta
Elaphria costipuncta là một loài bướm đêm trong họ Noctuidae.